# Steffan Klain
Steffan Klain (* um 1435; † 1492 in Chur) war ein aus Freistadt in Oberösterreich stammender Steinmetzmeister und Architekt der Spätgotik. Er war wahrscheinlich ab 1465 als Stadtbaumeister in Chur tätig. Er schuf zwischen 1473 und 1492 in Graubünden mindestens sieben (heute evangelisch-reformierte) Kirchenbauten. Steffan Klain wurde zum Promotor des spätgotische Baubooms in Graubünden. 

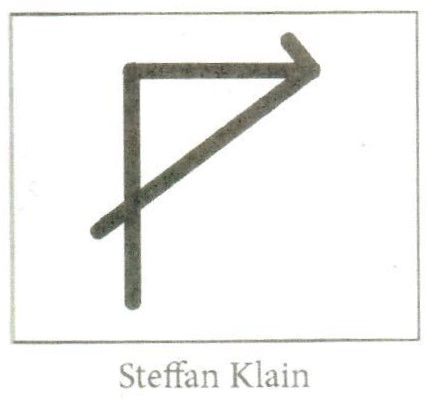
Steinmetzzeichen Steffan Klain

## Leben
Es gibt wenig gesicherte Quellen zur Person von Steffan Klain (manchmal auch Stefan Klaindl geschrieben, am Chorbogen der Martinskirche Chur auf der Schiffseite stäffa klain werchmaister). Meister Steffan stammt wohl aus einer Baumeisterfamilie. Sein Bruder Mathes Klayndl tritt spätestens ab 1483 durch den Bau des Chors des Katharinenmünsters Freistadt in Erscheinung. Meister Steffan können vor dem Wiederaufbau der Churer Martinskirche keine Bauten eindeutig zugeschrieben werden. Wann genau er in Chur ankam, lässt sich nicht bestimmen. Die einzige aus Meister Steffans erhaltene Schriftquelle zu seiner Person ist eine Antwort des Rates von Freistadt vom 11. Januar 1474 auf die Nachfrage des Rates von Chur nach seiner Herkunft und seinen Angehörigen. Meister Steffan starb an einem unbekannten Datum im Jahr 1492. Sein Nachfolger als Stadtbaumeister in Chur wurde Balthasar Bilgeri.

## Bauwerke

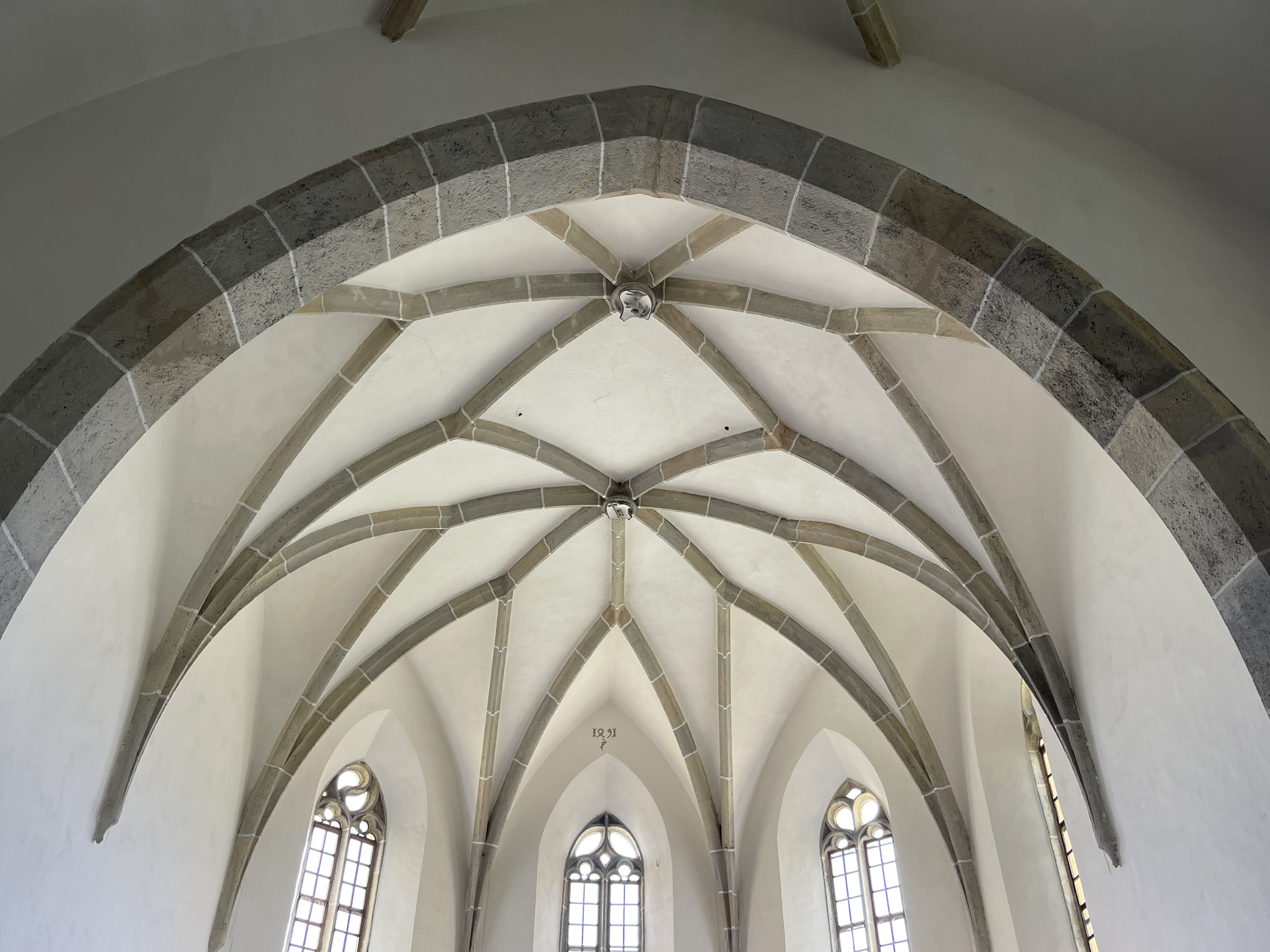
San Peter Samedan – Sterngewölbe im Chor

Der von Meister Steffan Klain 1473 errichtete Polygonalchor der Martinskirche Chur mit seinem fein geometrisch ausgearbeiteten Rautenstergewölbe kam in den folgenden 50 Jahren in zahlreichen Variationen in ganz Graubünden zur Anwendung. Damit hat Klain den Bautypus der spätgotischen Bündner Landkirche vordefiniert.
- 1473–1492: Martinskirche Chur. Dieser Bau zog sich über eine lange Zeit hin und stand wohl zeitweise auch völlig still.[4]
- 1477 und 1488: Reformierte Kirche Langwies[5][6]
- 1487: Reformierte Kirche Luzein[7][8]
- 1487 und 1491: Reformierte Kirche Küblis[9][10]
- 1489: Chor der reformierten Kirche Scharans[11][12]
- 1491: Chor der reformierten Kirche Silvaplana[13][14]
- 1491: Chor der reformierten Kirche San Peter (Samedan)[15][16]
- 1492: Reformierte Kirche St. Antönien (zugeschrieben)[17]

Die Zuschreibung der Pfarrkirche St. Mariä Empfängnis in Burgeis im Vinschgau und eine Verbindung von Klain mit der um 1900 niedergelegten Kirche von Linthal GL lässt sich nicht näher belegen.